# Humcha, Hosanagara
Humcha là một làng thuộc tehsil Hosanagara, huyện Shimoga, bang Karnataka, Ấn Độ.